# Богдановићи
Богдановићи (до 1991. године Богдановић) је насељено место у саставу општине Пргомет, Сплитско-далматинска жупанија, Република Хрватска.

## Историја
До територијалне реорганизације у Хрватској налазили су се у саставу старе општине Каштела.

## Становништво
На попису становништва 2011. године, Богдановићи су имали 184 становника.
| Број становника по пописима | Број становника по пописима | Број становника по пописима | Број становника по пописима | Број становника по пописима | Број становника по пописима | Број становника по пописима | Број становника по пописима | Број становника по пописима | Број становника по пописима | Број становника по пописима | Број становника по пописима | Број становника по пописима | Број становника по пописима | Број становника по пописима | Број становника по пописима |
| --------------------------- | --------------------------- | --------------------------- | --------------------------- | --------------------------- | --------------------------- | --------------------------- | --------------------------- | --------------------------- | --------------------------- | --------------------------- | --------------------------- | --------------------------- | --------------------------- | --------------------------- | --------------------------- |
| 1857                        | 1869                        | 1880                        | 1890                        | 1900                        | 1910                        | 1921                        | 1931                        | 1948                        | 1953                        | 1961                        | 1971                        | 1981                        | 1991                        | 2001                        | 2011                        |
| 526                         | 570                         | 599                         | 602                         | 687                         | 762                         | 918                         | 894                         | 860                         | 895                         | 896                         | 699                         | 496                         | 360                         | 263                         | 184                         |

Напомена: До 1948. исказивано под именом Сраток, а од 1953. до 1991. под именом Богдановић.

### Попис1991.
На попису становништва 1991. године, насељено место Богдановић је имало 360 становника, следећег националног састава:
| Попис 1991.‍ | Попис 1991.‍ | Попис 1991.‍ | Попис 1991.‍ | Попис 1991.‍ |
| ----------- | ----------- | ----------- | ----------- | ----------- |
|             |             |             |             |             |
| Хрвати      | Хрвати      |             | 360         | 100%        |
| укупно: 360 |             |             |             |             |